# Boston Marathon 1905
De Boston Marathon 1905 werd gelopen op woensdag 19 april 1905. Het was de negende editie van deze marathon. Er gingen 78 marathonlopers van start, waarvan er 38 binnen de 3 uur en 30 minuten finishten. De wedstrijd werd gewonnen door de Amerikaan Fred Lorz met een finishtijd van 2:38.25,4. In vergelijking met de opvattingen vanaf 1908 dat de marathon een lengte hoorde te hebben van 42,195 km, was het parcours te kort. Het was namelijk tussen 37 en 38,8 km lang.

## Uitslagen
| rang   | naam              | land | tijd      |
| ------ | ----------------- | ---- | --------- |
| Goud   | Fred Lorz         | USA  | 2:38.25,4 |
| Zilver | Louis Marks       | USA  | 2:39.50,8 |
| Brons  | Robert Fowler     | USA  | 2:41.07,2 |
| 4      | H.F. Miller Jr.   | USA  | 2:42.44   |
| 5      | E.S. Farnsworth   | USA  | 2:43.01,4 |
| 6      | David J. Kneeland | USA  | 2:48.32   |
| 7      | T.J. Sullivan     | USA  | 2:52.47,4 |
| 8      | J. F. Kennedy     | USA  | 2:53.17,4 |
| 9      | M.J. O'Neil       | USA  | 2:53.56,8 |
| 10     | H.S. Hunt         | USA  | 2:54.51,2 |

1897 ·
1898 ·
1899 ·
1900 ·
1901 ·
1902 ·
1903 ·
1904 ·
1905 ·
1906 ·
1907 ·
1908 ·
1909 ·
1910 ·
1911 ·
1912 ·
1913 ·
1914 ·
1915 ·
1916 ·
1917 ·
1918 ·
1919 ·
1920 ·
1921 ·
1922 ·
1923 ·
1924 ·
1925 ·
1926 ·
1927 ·
1928 ·
1929 ·
1930 ·
1931 ·
1932 ·
1933 ·
1934 ·
1935 ·
1936 ·
1937 ·
1938 ·
1939 ·
1940 ·
1941 ·
1942 ·
1943 ·
1944 ·
1945 ·
1946 ·
1947 ·
1948 ·
1949 ·
1950 ·
1951 ·
1952 ·
1953 ·
1954 ·
1955 ·
1956 ·
1957 ·
1958 ·
1959 ·
1960 ·
1961 ·
1962 ·
1963 ·
1964 ·
1965 ·
1966 ·
1967 ·
1968 ·
1969 ·
1970 ·
1971 ·
1972 ·
1973 ·
1974 ·
1975 ·
1976 ·
1977 ·
1978 ·
1979 ·
1980 ·
1981 ·
1982 ·
1983 ·
1984 ·
1985 ·
1986 ·
1987 ·
1988 ·
1989 ·
1990 ·
1991 ·
1992 ·
1993 ·
1994 ·
1995 ·
1996 ·
1997 ·
1998 ·
1999 ·
2000 ·
2001 ·
2002 ·
2003 ·
2004 ·
2005 ·
2006 ·
2007 ·
2008 ·
2009 ·
2010 ·
2011 ·
2012 ·
2013 ·
2014 ·
2015 ·
2016 ·
2017 ·
2018 ·
2019 ·
2020 ·
2021 ·
2022